# シンガポールの行政区画

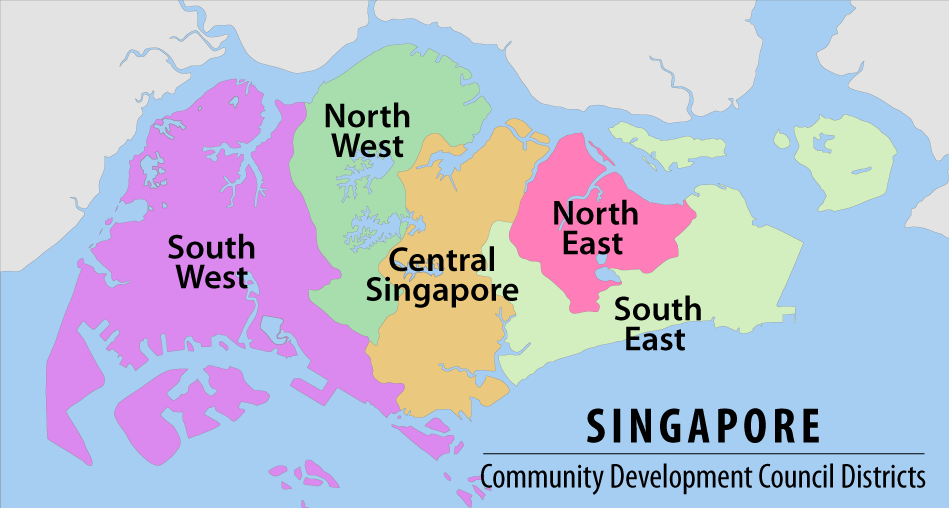
5つの社会開発協議会

シンガポールに地方自治体は存在しないが、5つの社会開発協議会（Community Development Councils）と呼ばれるものがある。
- シンガポール中央社会開発協議会（Central Singapore Community Development Council）
- 北東社会開発協議会（North East Community Development Council）
- 北西社会開発協議会（North West Community Development Council）
- 南東社会開発協議会（South East Community Development Council）
- 南西社会開発協議会（South West Community Development Council）